# Nathan Wells
Nathan Giles Edward Alexander Wells (ur. 7 października 2000 w Nassau) – bahamski piłkarz grający na pozycji pomocnika w klubie UB Mingoes FC.

## Kariera klubowa

### Western Warriors SC
Wells grał w Western Warriors SC w latach 2018–2021.

### UB Mingoes FC
Wells występuje w UB Mingoes FC od sezonu 2022/2023. W sezonie 2023/2024 rozegrał dla nich 7 meczów nie strzelając żadnego gola. W tym sezonie wywalczył z nimi również wicemistrzostwo Bahamów.

## Kariera reprezentacyjna

### Bahamy
Wells zadebiutował w reprezentacji Bahamów 16 marca 2019 w meczu z Turks i Caicos (wyg. 6:1). Pierwszą bramkę zdobył 17 października 2023 w zremisowanym 2:2 spotkaniu Ligi Narodów CONCACAF przeciwko reprezentacji Antigui i Barbudy.
| Mecze i gole w reprezentacji | Mecze i gole w reprezentacji | Mecze i gole w reprezentacji | Mecze i gole w reprezentacji | Mecze i gole w reprezentacji | Mecze i gole w reprezentacji | Mecze i gole w reprezentacji | Mecze i gole w reprezentacji         |
| Bahamy                       | Bahamy                       | Bahamy                       | Bahamy                       | Bahamy                       | Bahamy                       | Bahamy                       | Bahamy                               |
| Lp.                          | Data                         | Miejsce                      | Gospodarz                    | Gość                         | Wynik                        | Gol                          | Rozgrywki                            |
| ---------------------------- | ---------------------------- | ---------------------------- | ---------------------------- | ---------------------------- | ---------------------------- | ---------------------------- | ------------------------------------ |
| 1.                           | 16.03.2019                   | Nassau                       | Bahamy                       | Turks i Caicos               | 6:1                          |                              | Mecz towarzyski                      |
| 2.                           | 10.10.2019                   | Willemstad                   | Brytyjskie Wyspy Dziewicze   | Bahamy                       | 0:4                          |                              | Liga Narodów CONCACAF 2019/2020      |
| 3.                           | 17.11.2019                   | Willemstad                   | Bonaire                      | Bahamy                       | 1:1                          |                              | Liga Narodów CONCACAF 2019/2020      |
| 4.                           | 03.06.2021                   | Mayagüez                     | Portoryko                    | Bahamy                       | 7:0                          |                              | Mistrzostwa Świata 2022 – eliminacje |
| 5.                           | 12.05.2022                   | Nassau                       | Bahamy                       | Turks i Caicos               | 4:2                          |                              | Mecz towarzyski                      |
| 6.                           | 10.09.2023                   | Nassau                       | Bahamy                       | Portoryko                    | 1:6                          |                              | Liga Narodów CONCACAF 2023/2024      |
| 7.                           | 13.09.2023                   | Leonora                      | Gujana                       | Bahamy                       | 3:2                          |                              | Liga Narodów CONCACAF 2023/2024      |
| 8.                           | 15.10.2023                   | Nassau                       | Bahamy                       | Antigua i Barbuda            | 1:4                          |                              | Liga Narodów CONCACAF 2023/2024      |
| 9.                           | 17.10.2023                   | Pigotts                      | Antigua i Barbuda            | Bahamy                       | 2:2                          | Gol                          | Liga Narodów CONCACAF 2023/2024      |